# Lobophyllia hassi
Lobophyllia hassi is een rifkoralensoort uit de familie Lobophylliidae. De wetenschappelijke naam van de soort is, als Symphyllia hassi, voor het eerst geldig gepubliceerd in 1976 door Pillai & Scheer.